# كورتيس سمبتر
كورتيس سمبتر (بالإنجليزية: Curtis Sumpter)‏ مواليد 30 يناير 1984 في بروكلين، هو مدرب كرة سلة أمريكي ولاعب. بدأ مسيرته الاحترافية في سنة 2007. يدرب في دوري الرابطة الوطنية لفئة التطوير. يبلغ طوله 6 قدم 7 بوصة (2.0 م). حقق المركز الثالث في دورة الألعاب الأمريكية 2011. اعتزل اللعب في 2012.

## الميداليات
| الميدالية | المسابقة                    |
| --------- | --------------------------- |
| برونزية   | دورة الألعاب الأمريكية 2011 |

## روابط خارجية
- كورتيس سمبتر على موقع كرة السلة الأوروبية.كوم (الإنجليزية)
- كورتيس سمبتر على موقع كلية كرة السلة في سبورتس رفرنس.كوم (الإنجليزية)
- كورتيس سمبتر على موقع ريلجم (الإنجليزية)
- كورتيس سمبتر على موقع بروبوليرز (الإنجليزية)
- كورتيس سمبتر على موقع سبورتس رفرنس (الإنجليزية)
- كورتيس سمبتر على موقع سبورتس رفرنس (الإنجليزية)